# Ablutofobie
Ablutofobie (afgeleid van het Latijnse abluere, wassen en het Oudgriekse φόβος phobos, angst/vrees) is de angst voor baden en wassen. Deze fobie is geclassificeerd als een situationele type fobie.
De fobie ontstaat als een onbewust beschermingsmechanisme op jonge leeftijd.